# Oratorio di San Valentino (Costabissara)
L'oratorio di San Valentino è una piccola chiesa sita nell'omonima località in via Roma a Costabissara in provincia di Vicenza.
Costruito nel 1684 dai conti Repeta, passò ai conti Sassatelli quindi ai signori Serbelloni nel XIX secolo che lo lasciarono in eredità all'ospedale civico di Vicenza, dal quale i Conte lo comprarono. Appartiene ora alla famiglia Toniolo.
Nei primi anni del Novecento diviene subordinata alla parrocchia del paese, la parrocchia di San Giorgio, pur mantenendo l'ufficiazione della festa di san Valentino e il canto dell'Oremus del santo durante la processione il terzo giorno delle rogazioni.

## Storia
(Iscrizione sopra la porta d'ingresso, latino)
(Iscrizione sopra la porta d'ingresso, italiano)
La chiesa venne costruita nel 1684 dai fratelli Enea e Scipione Repeta, della famiglia veneziana Repeta e già possessori di una casa recante un affresco sulla facciata (Casa Repeta).
Venne benedetta il 2 ottobre 1685 dall'arciprete del duomo di Vicenza, Antonio Monza, mentre nel 1748 è ufficiata dal cappellano don Giuseppe Palluselli, della diocesi di Feltre. All'epoca la mansioneria era di 5 messe a settimana.
Successivamente viene ereditata dai conti Sassatelli per poi passare ai signori Serbelloni nel XIX secolo, che la lasciarono in eredità all'ospedale civico di Vicenza, dal quale i Conte la comprarono.

## Struttura

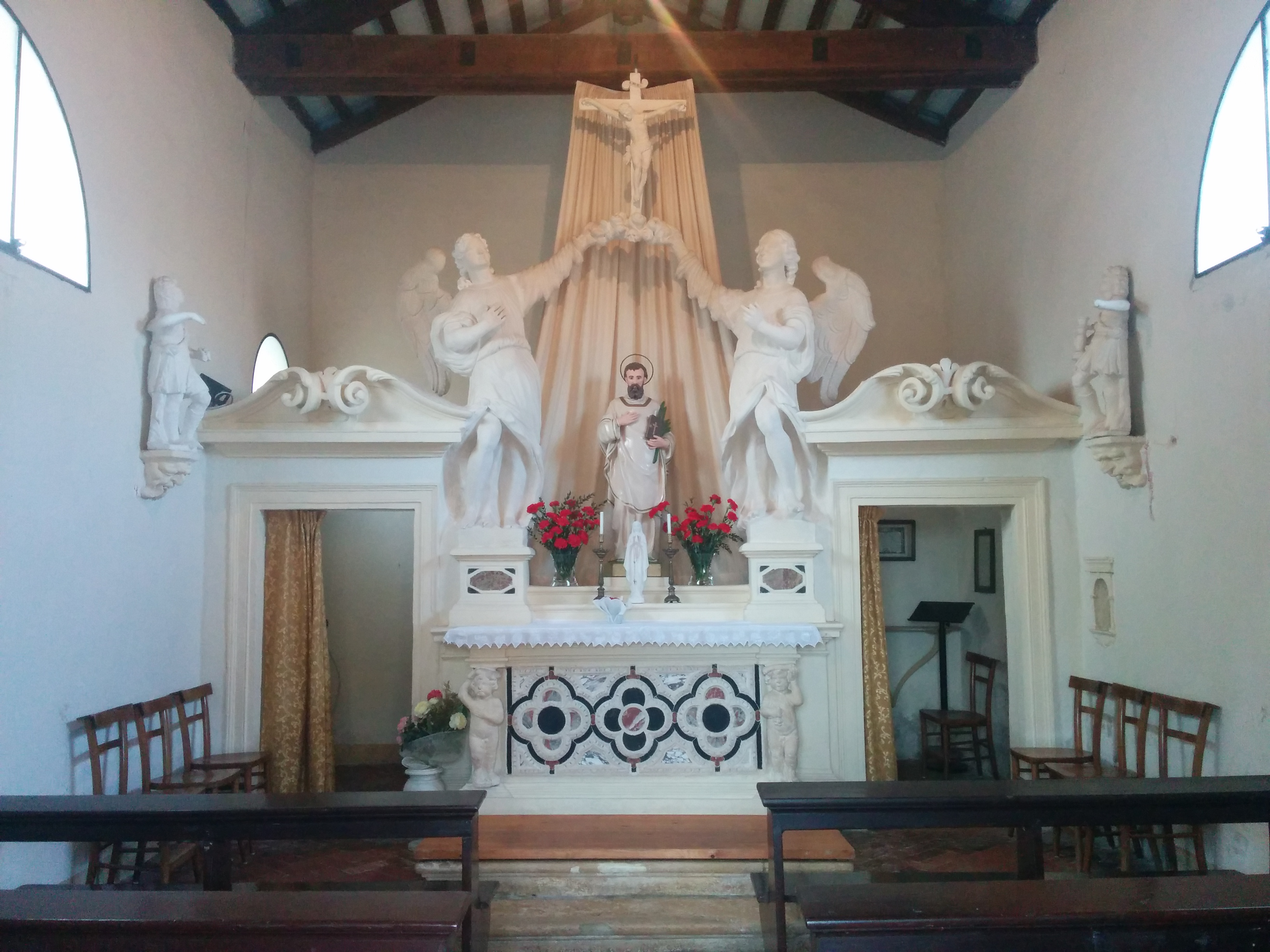
Interno della chiesetta

L'oratorio è di forma rettangolare e sulla facciata presenta tre statue: una raffigurante san Valentino posta sul timpano e due di san Rocco e san Sebastiano poste ai lati del portale. Sopra la porta è presente un'iscrizione che ricorda l'anno di costruzione e i costruttori.
All'interno è presente un altare alla romana in pietra con sopra due statue di angeli che tengono in mano un crocifisso sospeso tra le nubi; tra gli angeli era originariamente presente una pala che raffigurava san Bovo Cavaliere, probabilmente rimossa dopo l'acquisto da parte dei Conte. Al suo posto ora è presente una statua in gesso del patrono fatta mettere dalla contessa Elisa Conte Dalle Ore il 14 febbraio 1943.
Le pareti interne, un tempo affrescate, sono state intonacate intorno agli anni quaranta mentre l'esterno presenta finte bugne angolari affrescate su parti di intonaco e una finta loggia sulla facciata.